# Cantó de Marchaux
El cantó de Marchaux és un cantó francès del departament del Doubs, situat al districte de Besançon. Té 36 municipis i el cap és Marchaux.

## Municipis
| - Amagney - Battenans-les-Mines - Blarians - Bonnay - Braillans - Cendrey - Champoux - Châtillon-le-Duc - Chaudefontaine - Chevroz - Corcelle-Mieslot - Cussey-sur-l'Ognon | - Devecey - Flagey-Rigney - Geneuille - Germondans - La Bretenière - La Tour-de-Sçay - Marchaux - Mérey-Vieilley - Moncey - Novillars - Ollans - Palise | - Rigney - Rignosot - Roche-lez-Beaupré - Rougemontot - Tallenay - Thise - Thurey-le-Mont - Vaire-Arcier - Vaire-le-Petit - Valleroy - Venise - Vieilley |

## Història
| Data d'elecció                           | Identitat        | Partit                     | Qualitat |
| ---------------------------------------- | ---------------- | -------------------------- | -------- |
| 1945-19..                                | M. Monnot        | Divers droite              |          |
| 19..-1970                                | M. David         | Divers droite, després UDR |          |
| 1970-1976                                | M. Pépin         | Divers droite              |          |
| 1976-1982                                | Michel Mercadié  | PS                         |          |
| 1982-1988                                | André Angelot    | app. RPR                   |          |
| 1988-2008                                | Michel Bourgeois | PS                         |          |
| 2008-                                    | Philippe Beluche | PS                         |          |
| les dades anteriors no són pas conegudes |                  |                            |          |
|                                          |                  |                            |          |